# بوهلال (توزر)
قرية بوهلال (بالإنجليزية: Bouhlel)‏  هي إحدى عمادات ولاية توزر وتتبع إداريا معتمدية دقاش.

## تاريخ

#### التسمية
يعود أصل تسمية بوهلال لاسم الولي الصالح بوهلال السدادي، وهو محمد بن عبد الله بن أبي هلال، الملقب باسم جده. يعود أصل بوهلال إلى قبيلة بني هلال، الذين دخلوا تونس قادمين من مصر سنة 343 هـ. استقر أبو هلال في بلاد الجريد، وتحديدًا في منطقة سدادة التي أصبحت تعرف بإسم بوهلال، حيث كان من الشخصيات البارزة. تلقى تعليمه الأولي في المنطقة قبل أن يلتحق بـالجامع الكبير في توزر، ثم واصل دراسته في القيروان، وبعدها انتقل إلى الشرق، ليعود لاحقًا إلى قريته سدادة (بوهلال) في معتمدية دقاش، حيث كرّس حياته لطلب العلم والأدب والفقه.

## الثقافة
مهرجان بوهلال للسياحة والتراث هو تظاهرة ثقافية تُقام سنويًا عند سفح جبل قرية بوهلال في معتمدية دقاش بولاية توزر، حيث تعود أصولها إلى "زردة سيدي بوهلال"، والتي تطورت لاحقًا إلى مهرجان ثقافي. يُوثّق هذا المهرجان رواية متناقلة عبر الأجيال حول قلعة سدادة، التي تعرّضت للسطو من قِبل الداي العثماني خلال القرن الثامن عشر.

## أعلام
- ميمون (مغني)